# Cyclophaea cyanifrons
Cyclophaea cyanifrons är en trollsländeart som beskrevs av Friedrich Ris 1930. Cyclophaea cyanifrons ingår i släktet Cyclophaea och familjen Euphaeidae. Inga underarter finns listade i Catalogue of Life.